# تشم هاشم دهقان (سلطان أباد)
تشم هاشم دهقان (بالفارسية: چم هاشم دهقان) هي منطقة سكنية تقع في إيران في قسم سلطان أباد الريفي. يقدر عدد سكانها بـ 150 نسمة بحسب إحصاء 2016.